# Dan Musa
Dan Musa è una città della Repubblica Federale della Nigeria appartenente allo stato di Katsina. È capoluogo dell'omonima area a governo locale (local government area) che si estende su una superficie di 792 km² e conta una popolazione di 113.691 abitanti.